# 陳期奎
陳期奎（16世紀—17世紀），字豫嘉，號奕垣，浙江台州府天台縣太坊人，明朝政治人物。

## 生平
陳期奎是萬曆四十年（1612年）的浙江鄉試舉人第三十三名，四十七年（1619年）、天啟五年（1625年）中會試副榜，獲授淳安教諭，重視士子名節，崇禎元年（1628年）陞鹽城知縣。鹽城土豪朱騰蛟犯事，他密令逮捕，對方從地道逃走，只抓獲其妻，審訊時其妻擲子在地上，嬰孩哇哇大哭令他憐憫，說：「我不忍心看到母子都要被處死。」釋放母子二人。朱騰蛟得知後非常感激，自行綑綁到官府請罪，他回答：「善惡止在一念，你能改過遷善，若你能修繕射陽湖為邑除害，便可赦免你的罪。」騰蛟傾盡財產築堤，湖患因而止息，人稱為「陳公堤」；僧人優曇積薪自焚，火燒遍其身依然能誦經，縣民爭相捐款募建佛塔，他就拿去其募簿付給縣丞，款項用來重修學宮，又捐資重修陸秀夫祠，設置祀田以供祭祀，妖人借神殺害兄長，他得知事實將其弟和妻子正法，並毀壞神廟，不久因忤逆鹽官致仕，在家鄉建築房舍吟詩自娛，九次舉鄉飲賓。
南明年間他得知魯王朱以海出海，於是穿好官服哭拜，絕食而死，年七十八歲，著有《紫溪問月集》。

## 引用
1. 1 2  康熙《天台縣志·卷九·人物志》：陳期奎 字豫嘉，號奕垣，萬曆壬子孝廉，署淳安教諭，重名節、抑浮競，一時士風丕變；乙丑登副榜，授鹽城令，甫下車即以興除為己任，郡以射陽湖水決，學宮傾廢，及土豪殃民為言。未幾土豪朱騰蛟犯法，密令擒之，蛟從地道遁去，獲其妻，庭鞫妻擲嬰孩于地，期奎曰：「吾不忍其母子俱弊也。」釋勿治，蛟聞自縳詣縣請死，奎曰：「射陽湖為民患久矣，汝能倡義為闔邑，先姑貸汝罪，否則死無赦。」蛟即躍起罄產以築堤，而湖患息，人呼為陳公堤。有僧優曇者積薪自焚，火熖遍體猶振鐸誦經不輟，眾爭捐資建刹，期奎以其募簿付丞，收之得千餘金，而學宮煥然重新；陸秀夫祠墓荒蕪，捐俸修葺，置田以供灢祀，妖人借神自殺其兄，期奎廉得其實，置其弟與于法，并燬神廟，邑稱神君，歸築別業，朝夕吟咏，九舉賓筵，人望之若景星卿雲，有《紫溪問月集》藏于家。
2. ↑  民國《台州府志·卷二十四·選舉表四》：（萬曆）四十年壬子科（舉人）……（天台）陳期奎　第三十三名，有傳
3. ↑  康熙《天台縣志·卷七·選舉志》：鄉舉……明……萬曆四十年壬子科 陳期奎 字豫嘉，太坊人，己未副榜，歷鹽城知縣，詳仕蹟
4. ↑  民國《台州府志·卷一百零九·人物傳十》：陳期奎，字豫嘉，號奕垣，天台人，祥之後，萬曆四十年舉人，署淳安教諭，崇實黜浮，輯學宮、振寒士，中書舍人方逢年爲勒其事于石；擢鹽城知縣，下車詢疾苦，知射陽湖為害，且地僻多盜、郡學傾圮，一日土豪朱騰蛟事犯在逃，捕其妻子至庭，訊時擲子于地呱呱聲不絕，期奎憐而釋之，騰蛟感激遂自縛請罪，期奎曰：「善惡止在一念，汝能改為善，倡修射陽湖為一邑除害，幷赦汝矣。」騰蛟踴躍効命，未期而工成。有僧優曇積薪自焚，里民共募建塔，期奎以簿付丞，悉收為建學費，邑有陸秀夫祠久圮，捐俸輯之，復置田以供祀。 康熙府志 妖人借神自殺其兄，期奎廉得其實置於法，幷燬神廟。 康熙縣志 以忤鹾院左遷致仕歸，卒年七十有八， 康熙府志 著有《紫溪問月集》 康熙縣志 。
5. ↑  錢海岳《南明史·卷一百五·列傳第八十一》：邑（臨海）人陳期奎，字豫嘉，萬曆四十年舉於鄉。淳安教諭，遷鹽城知縣，建時公隄、陸秀夫祠，致仕。聞監國魯王出海，衣冠哭拜，不食死，年七十八。